# 贝卢瓦圣莱奥纳尔
贝卢瓦圣莱奥纳尔（法語：Belloy-Saint-Léonard，法語發音：[bɛlwa sɛ̃ leɔnaʁ]）是法国上法蘭西大區索姆省的一个市镇，属于亚眠区。

## 地理
贝卢瓦圣莱奥纳尔（49°54'24"N, 1°54'13"E）面积6.55 平方千米，位于法国上法蘭西大區索姆省，该省份为法国北部沿海省份，北起加来海峡省和北部省，西接滨海塞纳省和大西洋英吉利海峡，南至瓦兹省，东临埃纳省。
与贝卢瓦圣莱奥纳尔接壤的市镇（或旧市镇、城区）包括：梅蒂尼、阿沃莱日、阿韦讷绍苏瓦、德罗梅尼勒、埃特雷瑞斯特、奥尔努瓦堡、瓦尔吕。

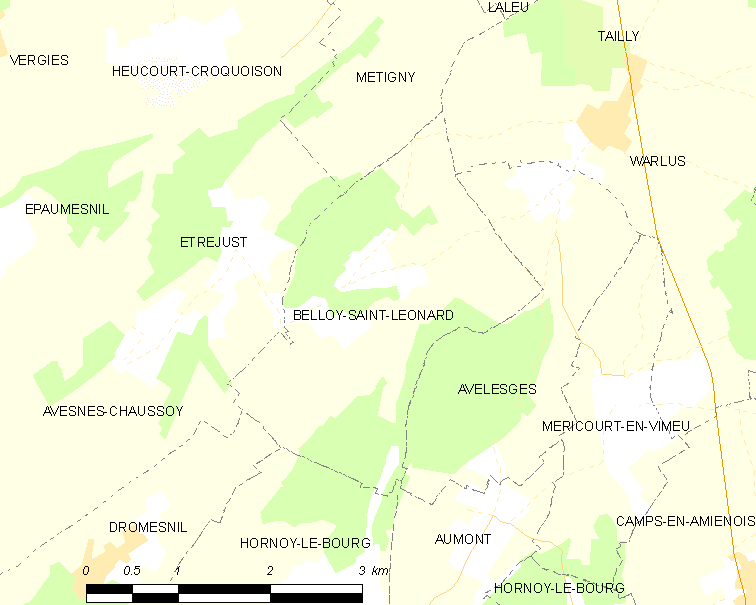
贝卢瓦圣莱奥纳尔的OSM定位图

贝卢瓦圣莱奥纳尔的时区为UTC+01:00、UTC+02:00（夏令时）。

## 行政
贝卢瓦圣莱奥纳尔的邮政编码为80270，INSEE市镇编码为80081。

## 政治
贝卢瓦圣莱奥纳尔所属的省级选区为皮卡第地区普瓦县。

## 人口

1962-2008年间贝卢瓦圣莱奥纳尔人口变化图示

贝卢瓦圣莱奥纳尔于2022年1月1日时的人口数量为84人。